# Курський Владислав Валерійович
Курський Владислав Валерійович (6 березня 1993, Київ, Україна) — український хокеїст, нападник. «ЛЕВИ Львів» (Новояворівськ) у професіональній хокейній лізі.
Хокеєм почав займатися у 1996 році. Вихованець ДЮСШ олімпійського резерву «Сокіл» (Київ), перший тренер — Юрій Дмитрович Крилов.
Виступає за «ЛЕВИ Львів»
- 2011–2012
- 2012–2013
- 2013–2014

Переможець Всеукраїнського конкурсу хокейної майстерності, присвячений 100-річчю Міжнародної федерації хокею.
Учасник молодіжного чемпіонату світу 2012 р.